# Benachiba Chelia
Benachiba Chelia (în arabă بن شيبة شيلية) este o comună din provincia Sidi Bel Abbès, Algeria.
Populația comunei este de 5.688 de locuitori (2008).